# Thiratoscirtus magnus
Espèce
Thiratoscirtus magnus est une espèce d'araignées aranéomorphes de la famille des Salticidae.

## Distribution
Cette espèce est endémique du district de Lyantonde en Ouganda,. Elle se rencontre vers Ntonde.

## Description
La carapace des femelles mesure de 4,3 à 4,5 mm de long sur de 3,4 à 3,5 mm et l'abdomen de 4,2 à 5,2 mm de long sur de 2,8 à 3,5 mm.

## Systématique et taxinomie
Cette espèce a été décrite par Wiśniewski et Wesołowska en 2024.

## Publication originale
- Wiśniewski & Wesołowska, 2024 : « Jumping spiders (Salticidae) of Uganda – revised list, new species and distributional data. » European Journal of Taxonomy, vol. 952, p. 1-171 (texte intégral).